# Ballistisk missil
Et ballistisk missil er en ballistisk raket, der ved hjælp af styresystemer opnår en parabelbane. Styringen kan være vernierraketter, rorflader, injektion af kemikalier i raketdysen eller bevægelse af selve raketdysen.
Klassifikation:
- SRBM – Short-Range Ballistic Missile, rækkevidde under 1.000 km.
  - Eks. Hitlers V2-raket.
- MRBM – Medium-Range Ballistic Missile, rækkevidde 1.000 km til 3.000 km.
  - Eks. Nordkoreas Nodong-1
- IRBM – Intermediate-Range Ballistic Missile, rækkevidde 2.500 km til 6.000 km.
  - Eks USA's PGM-19 Jupiter eller Sovjetunionens SS-20-raket
- ICBM – InterContinental Ballistic Missile, rækkevidde op til 12.000 km.
  - Eks. Ruslands R-36 Dnepr, SS-18 'Satan'.
- SLBM – Submarine-Launched Ballistic Missile, affyret fra ubåde.
  - Eks. R-29 Volna, SS-N-18 'Stingray', fra Delta-ubåde.
- ABM – Anti-Ballistic Missile, forsvarsmissil.
  - Eks. LIM-49 Spartan der med sit 5 megaton sprænghoved ødelægger ICBM'er med bl.a. EMP i den øvre atmosfære.

## Fodnote
1. ↑  Simple, ustyrede raketter gøres ballistiske ved at affyre dem skråt, f.eks. Congreves-raketterne mod København i 1807. Ballistiske missiler affyres oftest lodret, hvorefter de selv roterer til korrekt flyvestilling, f.eks. V2-raketterne.
2. ↑  Dirk Roland Haupt: Ballistiskt missilförsvar i Europa och folkrätten. Jus ad bellum, jus in bello och staters folkrättsliga ansvar ex delicto; i: Kungliga Krigsvetenskapsakademiens Handlingar och Tidskrift, 218:e årgången (2014), fjärde häftet, sid. 53-83 (på svensk)